# Туристичка организација Ивањица
| Туристичка организација Ивањица |                                    |
|                                 |                                    |
| Оснивач                         | Општина Ивањица                    |
| Седиште:                        | Миланка Кушића 47 · Ивањица Србија |
| Директор:                       |                                    |
| Веб презентација                | http://www.ivatourism.org/         |

Туристичка организација општине Ивањица је једно од јавних предузећа општине Ивањица, основана 2002. године, са задатком да обједини туристичку понуду, покреће и организује активности у циљу побољшања квалитета услуга у туризму.

## Поновно оснивање
Након укидања Туристичког савеза касних 80-тих година 20. века, Ивањица није имала никакву канцеларију која би објединила туристичку понуду и понудила је туристичком тржишту тадашње Југославије. Деведесетих година на просторима бивше Југославије су вођени ратови па је туризам био скрајнут, како у тадашњој земљи, тако и у Ивањици. Тек почетком овог века почињу активности везане за поновно оснивање Туристичке организације, па тако 10. маја 2000. године Скупштина општине доноси одлуку о оснивању Туристичке организације општине Ивањице. Новоформирана власт у општини Ивањица својим изменама и допунама ове одлуке од 19. марта 2002. године даје овлашћења члановима тадашњег Извршног одбора да крену у реализацију ових одлука. Тако, 1. априла 2002. године почиње са радом Туристичка организација општине Ивањица која има двоје запослених, од којих је једно в.д. директора ове новоформиране установе. Задатак ове установе је био, поред осталих активности поновно покретање развоја сеоског туризма у ивањичким селима, где је и зачет 1972. године.

## Задаци ТО
Задатак ТО је даље развијање туристичке дестинације Ивањица са посебним акцентом на развој нових туристичких производа – каква је нпр: манифестација Нушићијада и развој и промоција туристичке дестинације Голија, за коју је урађен Мастер план развоја, нижи Регулациони планови појединих области и која је у Стратегији развоја туризма у Србији позиционирана као дестинација првог реда. Послови ТО Ивањица су дефинисани Статутом, а поред осталог задатак Туристичке организације је да:
- Подстиче унапређење општих услова за прихват и боравак туриста у општини Ивањица,
- Усмерава и координира активности носилаца туристичке понуде на обогаћивању и подизању нивоа квалитета туристичких и комплементарних садржаја и стварању атрактивног туристичког амбијента на територији општине,
- Организује туристичке информативно-пропагандне и промотивне делатности, културне, спортске и друге манифестације од интереса за унапређење туризма у општини Ивањица,
- Програмира и организује туристичке информативне центре за информативно-пропагандну делатност општине у циљу обавештавања посетилаца о туристичким и културним вредностима,
- Обезбеђује информативно-пропагандни материјал и средства којима се популаришу и афирмишу могућности општине у туризму (издавачка и аудио-визуелна делатност, наступи на сајмовима и манифестацијама и друга пропагандна средства),
- Формира и развија јединствен информативни систем у туризму општине Ивањица и обезбеђује његово повезивање са информативним системима у земљи и иностранству,
- Усмерава и координира иницијативе и активности привредних субјеката и других организација на формирању и пласману туристичких производа,
- Сарађује са туристичким организацијама градова и општина у земљи и иностранству, као и са Туристичком организацијом Србије,
- Покреће и организује активности у циљу побољшања квалитета услуга у туризму, развијања туристичке свести, туристичке културе и заштите и унапређења животне средине...[3]

## ТО данас
У свом петнаестогодишњем постојању Туристичка организација уређује пословни простор у главној улици, па тако тај простор постаје и инфо-центар за посетиоце Ивањице. Покреће поновни развој сеоског туризма мотивацијом сеоских домаћина да се баве овим видом туризма као својом допунском делатношћу, у чему успева па тако Ивањичка села постају тражена на тржишту Србије, а и шире. У овом моменту у Ивањици и околини има око 300 категорисаних кревета и то углавном прве категорије. Многа од ових домаћинстава временом прерастају у најлуксузније виле, па тако конкуришу и најзахтевијем туристичком тржишту. Својим маркетиншким наступима, како на сајмовима у Србији и региону, тако и на медијима, Туристичка организација општине Ивањица подиже Ивањицу у сам врх и чини је препознатљивом туристичком дестинацијом у Србији, не само када је у питању сеоски туризам, већ и други видови туризма (манифестациони, здравствени, спортски, рекреативни, конгресни...). Обнављањем фестивала „Нушићијада”, као један од организатора Туристичка организација општине Ивањица својим учешћем на најбољи могући начин креира квалитетан туристички производ у манифестационом туризму, не само Ивањице, већ и западне Србије и Србије као туристичке дестинације. У прилог томе су добијена бројна признања на националном и међународном нивоу за овај фестивал. 
Ивањица као дестинација годинама бележи раст у туристичком промету, па тако у овом моменту има око 100.000 остварених ноћења годишње у својим објектима (хотелским, одмаралиштима, РХ центру и приватном смештају у сеоским туристичким домаћинствима и домаћој радиности). 